# Erdélyi Magyar Írói Rend
AZ Erdélyi Magyar Írói Rend, rövidítve EMÍR Berde Mária kezdeményezésére létrejött írói tömörülés: Olosz Lajossal és Tabéry Gézával 1933. május 14-én Köröskisjenőn kelt megállapodása nyomán jött létre a „parlagon és felhasználatlanul” heverő szellemi energiák felkarolására, az értékek felmorzsolódásának megakadályozására „a marosvécsi Helikonhoz való tartozás megőrzése” mellett. Az új írói tömörülést a Helikonon belüli eszmei válság hozta létre, amely még jobban elmélyült az Erdélyi Szépmíves Céh (ESZC) sérelmezett ügyintézése, így a többek között Berde Máriát, Tabéry Gézát, Olosz Lajost és Bárd Oszkárt ért méltánytalanságok miatt. A megállapodáshoz – a felhívás aláíróinak várakozása ellenére – csak Szombati-Szabó István, Károly Sándor, Bárd Oszkár és Molter Károly csatlakozott. A felkért írók legnagyobb része (Kemény János, Ligeti Ernő, Nyirő József, Szentimrei Jenő) nem vállalkozott az EMÍR 1933-ban a marosvécsi helikoni találkozón felolvasott nyilatkozatának elfogadására, amikor ugyanitt már egy új könyvkiadóvállalat megindítását is bejelentették.
Az Erdélyi Magyar Írói Rend 1934 és 1936 között 6 művet adott ki (sorrendben Károly Sándor: Láng; Tabéry Géza: Októberi emberek; Berde Mária: Szentségvivők; Szombati-Szabó István: Hazajáró lélek; Berde Mária: Tüzes kemence; Tabéry Géza: Fekete ablak). Ezek Nagyváradon és Aradon, részben Magyarországon jelentek meg, lényegében a szerzők költségén. A könyvkiadó vállalkozás állandósításának legnagyobb akadálya a könyvkiadáshoz szükséges tőke hiánya volt, s személyi okok miatt csak rövid ideig tartott a Nyugat könyvkiadóval való közös kiadás is. Egy elkötelezett valóságirodalom szélesebb tömegalapjának kialakításában eredményesebbnek mutatkoztak az EMÍR irodalmi szemináriumai, azok a felolvasóestek, amelyeket Nagyváradon, Aradon, Szatmáron, Nagybányán, Lugoson, Nagyszalontán, Marosvásárhelyt, Tordán tartottak, s amelyek az irodalombarát közönség szélesebb tömegeinek érdeklődését vívták ki. Az EMÍR figyelmeztetett ugyan a történeti Erdélyen kívüli irodalmi erők és egy népes, szemléletében modernebb olvasóréteg mellőzésére, de a hozzá csatlakozottak területi szétszóródottsága s egy új irodalmi központ kialakítására irányuló kísérletének eredménytelensége miatt nem annyira mozgalmi, mint eszmei jelentőségű: felhívta a figyelmet a helikoni írói közösség és irodalomszervezés belső ellentmondásaira s az erdélyi magyar irodalom differenciálódásának szükségességére.